# Pop Aye
Pop Aye é um filme de drama singapurense-tailandês de 2017 dirigido e escrito por Kirsten Tan. Foi selecionado como representante de Singapura ao Oscar de melhor filme estrangeiro em 2018.

## Elenco
- Thaneth Warakulnukroh - Thana
- Bong - Pop Aye
- Penpak Sirikul - Bo
- Chaiwat Khumdee - Dee
- Yukontorn Sukkijja - Jenni
- Narong Pongpab - Peak